# Grand Prix Jules Lowie 1947
La 4e édition du Grand Prix Jules Lowie, devenu la Nokere Koerse en 1963, a eu lieu le 23 avril 1947. Elle a été remportée par le Belge Berten Sercu.

## Classement final
Berten Sercu remporte la course.
| Classement final, | Classement final,       | Classement final, | Classement final, | Classement final, |
|                   | Coureur                 | Pays              | Équipe            | Temps             |
| ----------------- | ----------------------- | ----------------- | ----------------- | ----------------- |
| 1er               | Berten Sercu            | Belgique          | '                 |                   |
| 2e                | Michel Remue            | Belgique          | Alcyon-Dunlop     |                   |
| 3e                | Odiel Vanden Meerschaut | Belgique          |                   |                   |
| modifier          |                         |                   |                   |                   |